# Слатина (Пела)
Слатина (грч. Χρυσή, Хриси) је насељено место у општини Меглен у периферији Средишња Македонија, Грчка. Према попису из 2021. године било је 256 становника.
Према бугарском географу и историчару, Василу Канчову, у Слатини је 1900. године живело 950 Словена муслимана. Македонски историчар Тодор Симовски наводи да је у селу поред муслиманског било и хришћанског словенског становништва. Већи део мештана је током 18. века због притиска и веће сигурности за живот прешао на ислам. Године 1924. муслиманско становништво је принудно исељено у Турску а на њихово место су насељене грчке и караманлијске избегличке породице из Турске, укупно 270 особа. На попису из 1928. године Слатина је имала 575 становника.
У близини овог села налази се спомен чесма подигнута 1917.г. палим јунацима Тимочке дивизије у операцијама на Солунском фронту.

## Познате личности
- Злата Мегленска, православна светитељка